# Convocazioni al campionato europeo maschile di pallavolo 2021
Elenco dei giocatori convocati per il campionato europeo 2021.

## Belgio
| N° | Nome                 | Ruolo | Data di nascita  | Squadra         |
| -- | -------------------- | ----- | ---------------- | --------------- |
| -  | Fernando Muñoz       | All   | 27 luglio 1970   | Alcobendas      |
| 1  | Bram Van den Dries   | O     | 14 agosto 1989   | PAOK            |
| 2  | Hendrik Tuerlinckx   | O     | 1º dicembre 1987 | Roeselare       |
| 3  | Sam Deroo            | S     | 29 aprile 1992   | Dinamo Mosca    |
| 4  | Stijn D'Hulst        | P     | 24 aprile 1991   | Roeselare       |
| 7  | Lennert Van Elsen    | C     | 1º aprile 2001   | VDK Gent        |
| 8  | Arno van de Velde    | C     | 30 dicembre 1995 | Friedrichshafen |
| 9  | Wout D'Heer          | C     | 26 aprile 2001   | Aalst           |
| 12 | Matthijs Verhanneman | S     | 8 dicembre 1988  | Roeselare       |
| 13 | Elias Thys           | C     | 20 ottobre 1998  | Maaseik         |
| 14 | Jelle Ribbens        | L     | 17 marzo 1992    | Nice            |
| 16 | Matthias Valkiers    | P     | 8 aprile 1990    | Rüsselsheim     |
| 17 | Tomas Rousseaux      | S     | 31 marzo 1994    | Ślepsk Suwałki  |
| 20 | Mathijs Desmet       | S     | 28 gennaio 2000  | Roeselare       |
| 22 | Liam McCluskey       | P     | 16 gennaio 2002  | Maaseik         |
| 26 | Martin Perin         | L     | 22 novembre 2002 | Waremme         |

## Bielorussia
| N° | Nome                     | Ruolo | Data di nascita   | Squadra           |
| -- | ------------------------ | ----- | ----------------- | ----------------- |
| -  | Viktar Bekša             | All   | 29 aprile 1974    | Šachcër Salihorsk |
| 3  | Petr Lazuka              | L     | 3 marzo 1997      | Vicebsk           |
| 6  | Uladzislaŭ Babkevich     | O     | 10 maggio 2001    | Šachcër Salihorsk |
| 8  | Artsem Masko             | S     | 6 settembre 1996  | Orsha             |
| 13 | Ilya Burau               | C     | 3 agosto 1996     | Šachcër Salihorsk |
| 14 | Vadzim Pranko            | C     | 14 settembre 1991 | Budaŭnik Minsk    |
| 15 | Kanstantsin Tsiushkevich | P     | 8 febbraio 1999   | Budaŭnik Minsk    |
| 17 | Radzivon Miskevič        | O     | 22 aprile 1995    | Solhan            |
| 18 | Maksim Shkredau          | C     | 10 ottobre 1997   | Šachcër Salihorsk |
| 19 | Kanstantsin Panasenko    | C     | 19 giugno 1994    | Budaŭnik Minsk    |
| 20 | Maksim Budziukhin        | L     | 13 dicembre 1992  | Budaŭnik Minsk    |
| 21 | Aliaksei Kurash          | P     | 1º giugno 1988    | Šachcër Salihorsk |
| 27 | Ilya Marozau             | S     | 12 maggio 2002    | Budaŭnik Minsk    |
| 29 | Uladzislaŭ Davyskiba     | S     | 31 marzo 2001     | Milano            |

## Bulgaria
| N° | Nome               | Ruolo | Data di nascita   | Squadra           |
| -- | ------------------ | ----- | ----------------- | ----------------- |
| -  | Silvano Prandi     | All   | 13 novembre 1947  | Chaumont          |
| 1  | Velizar Černokožev | O     | 23 aprile 1996    | Al-Ittihad        |
| 2  | Stefan Chavdarov   | C     | 26 luglio 1995    | Montana           |
| 3  | Nikolaj Kolev      | C     | 16 dicembre 1997  | Neftohimik        |
| 4  | Martin Atanasov    | S     | 27 settembre 1996 | Ziraat Bankası    |
| 5  | Svetoslav Gocev    | C     | 31 agosto 1990    | Paris             |
| 6  | Vladimir Stankov   | P     | 9 agosto 1996     | Levski Sofia      |
| 8  | Todor Skrimov      | S     | 9 gennaio 1990    | Enisej            |
| 9  | Georgi Seganov     | P     | 10 giugno 1993    | Top Volley Latina |
| 11 | Aleks Grozdanov    | C     | 28 marzo 1998     | Porto Robur Costa |
| 14 | Asparuh Asparuhov  | S     | 28 luglio 2000    | NBV               |
| 15 | Gordan Lyutskanov  | O     | 11 aprile 1997    | -                 |
| 16 | Vladislav Ivanov   | L     | 14 marzo 1987     | Levski Sofia      |
| 19 | Cvetan Sokolov     | O     | 31 dicembre 1989  | Dinamo Mosca      |
| 24 | Martin Ivanov      | L     | 15 luglio 1988    | Beroe             |

## Croazia
| N° | Nome                  | Ruolo | Data di nascita  | Squadra         |
| -- | --------------------- | ----- | ---------------- | --------------- |
| -  | Emanuele Zanini       | All   | 15 aprile 1965   | HAOK Mladost    |
| 1  | Tsimafei Zhukouski    | P     | 18 dicembre 1989 | Fakel           |
| 2  | Bernard Bakonji       | P     | 28 novembre 1997 | HAOK Mladost    |
| 3  | Dominik Brčić         | C     | 17 dicembre 1997 | -               |
| 4  | Tino Hanžič           | S     | 24 ottobre 2000  | GIS Ottaviano   |
| 5  | Tomislav Mitrašinović | O     | 14 febbraio 2000 | HAOK Mladost    |
| 6  | Ivan Raič             | O     | 3 giugno 1989    | Foinikas Syro   |
| 7  | Marko Sedlaček        | S     | 29 luglio 1996   | Milano          |
| 8  | Sven Šarčević         | L     | 6 dicembre 1990  | HAOK Mladost    |
| 9  | Sandro Đukić          | C     | 13 giugno 1992   | Rijeka          |
| 10 | Filip Šestan          | S     | 6 giugno 1995    | Arcada Galați   |
| 13 | Hrvoje Pervan         | L     | 8 dicembre 1994  | Mladost Kaštela |
| 16 | Leo Andrić            | O     | 20 luglio 1994   | Nice            |
| 19 | Ivan Zeljković        | S     | 31 agosto 1994   | HAOK Mladost    |
| 20 | Kruno Nikačević       | C     | 11 gennaio 1996  | HAOK Mladost    |

## Estonia
| N° | Nome          | Ruolo | Data di nascita   | Squadra        |
| -- | ------------- | ----- | ----------------- | -------------- |
| -  | Cédric Énard  | All   | 20 marzo 1976     | Charlottenburg |
| 2  | Renet Vanker  | P     | 22 settembre 1998 | Audentese      |
| 3  | Karli Allik   | S     | 25 settembre 1996 | Netzhoppers    |
| 4  | Ardo Kreek    | C     | 7 agosto 1986     | Arago de Sète  |
| 7  | Renee Teppan  | O     | 26 settembre 1993 | Audentese      |
| 8  | Märt Tammearu | S     | 17 marzo 2001     | Duo            |
| 9  | Robert Täht   | S     | 15 agosto 1993    | Asseco Resovia |
| 10 | Silver Maar   | L     | 11 febbraio 1999  | Pärnu          |
| 11 | Oliver Venno  | O     | 23 maggio 1990    | Police         |
| 12 | Kristo Kollo  | S     | 17 gennaio 1990   | Audentese      |
| 14 | Rait Rikberg  | L     | 30 agosto 1982    | Duo            |
| 16 | Robert Viiber | P     | 31 gennaio 1997   | Příbram        |
| 17 | Timo Tammemaa | C     | 18 novembre 1991  | Asseco Resovia |
| 19 | Andri Aganits | C     | 7 settembre 1993  | PAOK           |
| 24 | Albert Hurt   | S     | 22 aprile 1999    | Duo            |

## Finlandia
| N° | Nome             | Ruolo | Data di nascita   | Squadra            |
| -- | ---------------- | ----- | ----------------- | ------------------ |
| -  | Joel Banks       | All   | 3 aprile 1975     | Maaseik            |
| 1  | Antti Ronkainen  | S     | 11 agosto 1996    | Näfels             |
| 2  | Eemi Tervaportti | P     | 26 luglio 1989    | Jastrzębski Węgiel |
| 3  | Mikko Esko       | P     | 3 settembre 1978  | Vammalan           |
| 4  | Lauri Kerminen   | L     | 18 gennaio 1993   | Dinamo Mosca       |
| 6  | Niklas Seppänen  | S     | 30 giugno 1993    | Hurrikaani-Loimaa  |
| 7  | Niko Suihkonen   | S     | 11 aprile 1999    | Plessis-Robinson   |
| 8  | Voitto Köykkä    | L     | 3 giugno 1999     | Akaa               |
| 9  | Tommi Siirilä    | C     | 5 agosto 1993     | Savo               |
| 10 | Urpo Sivula      | O     | 15 marzo 1988     | Akaa               |
| 11 | Sauli Sinkkonen  | C     | 14 settembre 1999 | Saaremaa           |
| 12 | Aaro Nikula      | O     | 23 marzo 1999     | Vammalan           |
| 13 | Joonas Jokela    | O     | 12 dicembre 1998  | Korson Veto        |
| 18 | Miki Jauhiainen  | C     | 8 luglio 1997     | Brigham Young      |
| 23 | Sakari Mäkinen   | S     | 19 gennaio 1995   | Vammalan           |

## Francia
| N° | Nome                  | Ruolo | Data di nascita  | Squadra               |
| -- | --------------------- | ----- | ---------------- | --------------------- |
| -  | Bernardo de Rezende   | All   | 25 agosto 1959   | Rio de Janeiro        |
| 1  | Barthélémy Chinenyeze | C     | 28 febbraio 1998 | Callipo               |
| 2  | Jenia Grebennikov     | L     | 13 agosto 1990   | Modena                |
| 4  | Jean Patry            | O     | 27 dicembre 1996 | Powervolley Milano    |
| 6  | Benjamin Toniutti     | P     | 30 ottobre 1989  | ZAKSA                 |
| 9  | Earvin N'Gapeth       | S     | 21 febbraio 1991 | Zenit-Kazan           |
| 11 | Antoine Brizard       | P     | 22 maggio 1984   | Zenit San Pietroburgo |
| 14 | Nicolas Le Goff       | C     | 15 febbraio 1992 | Montpellier           |
| 16 | Daryl Bultor          | C     | 17 novembre 1995 | Tourcoing             |
| 17 | Trévor Clévenot       | S     | 28 giugno 1994   | You Energy            |
| 19 | Yacine Louati         | S     | 4 marzo 1992     | Jastrzębski Węgiel    |
| 20 | Benjamin Diez         | L     | 4 aprile 1998    | Paris                 |
| 21 | Théo Faure            | S     | 12 ottobre 1999  | Spacer's Toulouse     |
| 24 | Moussé Gueye          | C     | 11 novembre 1996 | Narbonne              |
| 28 | François Rebeyrol     | S     | 2 luglio 1999    | Gazélec Ajaccio       |

## Germania
| N° | Nome             | Ruolo | Data di nascita  | Squadra            |
| -- | ---------------- | ----- | ---------------- | ------------------ |
| -  | Andrea Giani     | All   | 22 aprile 1970   | Modena             |
| 1  | Christian Fromm  | S     | 15 agosto 1990   | Olympiakos         |
| 2  | Johannes Tille   | P     | 7 maggio 1997    | Herrsching         |
| 3  | Ruben Schott     | S     | 8 luglio 1994    | Charlottenburg     |
| 5  | Moritz Reichert  | S     | 15 marzo 1995    | Trefl Gdańsk       |
| 6  | Denys Kaliberda  | S     | 24 giugno 1990   | Charlottenburg     |
| 9  | György Grozer    | O     | 27 novembre 1984 | You Energy         |
| 10 | Julian Zenger    | L     | 1º gennaio 1997  | Charlottenburg     |
| 12 | Anton Brehme     | C     | 10 agosto 1999   | Charlottenburg     |
| 14 | Moritz Karlitzek | S     | 12 agosto 1996   | Modena             |
| 17 | Jan Zimmermann   | P     | 12 febbraio 1993 | Sir Safety Perugia |
| 18 | Florian Krage    | C     | 11 gennaio 1997  | Lüneburg           |
| 20 | Linus Weber      | O     | 1º novembre 1999 | Friedrichshafen    |
| 21 | Tobias Krick     | C     | 22 ottobre 1998  | Top Volley Latina  |
| 23 | Yannick Goralik  | C     | 23 ottobre 1997  | Netzhoppers        |

## Grecia
| N° | Nome                     | Ruolo | Data di nascita   | Squadra        |
| -- | ------------------------ | ----- | ----------------- | -------------- |
| -  | Dīmītrīs Andreopoulos    | All   | 26 ottobre 1964   | Panathīnaïkos  |
| 1  | Dīmītrīs Zīsīs           | L     | 2 aprile 1994     | Olympiakos     |
| 2  | Giōrgos Papalexiou       | C     | 28 agosto 1999    | PAOK           |
| 3  | Nikos Zoupanīs           | O     | 18 marzo 1989     | Kīfisia        |
| 6  | Kōnstantinos Stivachtīs  | P     | 22 maggio 1980    | Olympiakos     |
| 7  | Giōrgos Petreas          | C     | 16 novembre 1986  | Stade Poitevin |
| 9  | Menelaos Kokkinakīs      | L     | 11 gennaio 1993   | PAOK           |
| 10 | Rafaīl Koumentakīs       | S     | 5 maggio 1993     | PAOK           |
| 11 | Stauros Kasampalīs       | P     | 1º giugno 1995    | Olympiakos     |
| 12 | Thodōrīs Voulkidīs       | C     | 20 marzo 1996     | Olympiakos     |
| 13 | Charalampos Andreopoulos | S     | 23 gennaio 2001   | Panathīnaïkos  |
| 15 | Alexandros Raptīs        | S     | 16 febbraio 2000  | Panathīnaïkos  |
| 19 | Dīmītrīs Mouchlias       | O     | 17 maggio 2001    | Hawaii         |
| 22 | Dīmosthenīs Linardos     | C     | 14 febbraio 1997  | Foinikas Syro  |
| 77 | Athanasios Prōtopsaltīs  | S     | 12 settembre 1993 | Foinikas Syro  |

## Italia
| N° | Nome                   | Ruolo | Data di nascita  | Squadra            |
| -- | ---------------------- | ----- | ---------------- | ------------------ |
| -  | Ferdinando De Giorgi   | All   | 10 ottobre 1961  | -                  |
| 6  | Simone Giannelli       | P     | 9 agosto 1996    | Trentino           |
| 7  | Fabio Balaso           | L     | 20 ottobre 1995  | Lube               |
| 14 | Gianluca Galassi       | C     | 24 luglio 1997   | Milano             |
| 15 | Riccardo Sbertoli      | P     | 23 maggio 1998   | Powervolley Milano |
| 16 | Yuri Romanò            | O     | 26 luglio 1997   | Emma Villas        |
| 17 | Simone Anzani          | C     | 24 febbraio 1992 | Lube               |
| 18 | Alessandro Michieletto | S     | 5 dicembre 2001  | Trentino           |
| 19 | Daniele Lavia          | S     | 4 novembre 1999  | Modena             |
| 21 | Alessandro Piccinelli  | L     | 30 gennaio 1997  | Sir Safety Perugia |
| 22 | Fabio Ricci            | C     | 11 luglio 1994   | Sir Safety Perugia |
| 23 | Giulio Pinali          | O     | 2 aprile 1997    | Porto Robur Costa  |
| 26 | Lorenzo Cortesia       | C     | 26 luglio 1999   | Trentino           |
| 28 | Francesco Recine       | S     | 7 febbraio 1999  | Porto Robur Costa  |
| 29 | Mattia Bottolo         | S     | 3 gennaio 2000   | Sempre Padova      |

## Lettonia
| N° | Nome               | Ruolo | Data di nascita   | Squadra         |
| -- | ------------------ | ----- | ----------------- | --------------- |
| -  | Avo Keel           | All   | 1º ottobre 1962   | Pärnu           |
| 1  | Ingars Ivanovs     | L     | 2 aprile 1987     | RTU Robežsardze |
| 4  | Toms Svans         | C     | 2 agosto 1993     | Pärnu           |
| 7  | Romāns Saušs       | S     | 27 giugno 1989    | Vammalan        |
| 8  | Kristaps Šmits     | S     | 31 marzo 1998     | Jēkabpils Lūši  |
| 9  | Hermans Egleskalns | O     | 12 giugno 1990    | Olympiakos      |
| 11 | Deniss Petrovs     | P     | 31 agosto 1986    | ASK             |
| 12 | Edvarts Buivids    | O     | 4 dicembre 1993   | Amriswil        |
| 13 | Edvīns Skrūders    | P     | 13 novembre 1997  | Jēkabpils Lūši  |
| 14 | Gustavs Freimanis  | C     | 22 settembre 2002 | Jēkabpils Lūši  |
| 15 | Artems Petrovs     | L     | 19 novembre 2003  | -               |
| 16 | Kristaps Platačs   | O     | 28 settembre 1999 | Pärnu           |
| 17 | Atvars Ozoliņš     | S     | 17 dicembre 1998  | Pärnu           |
| 19 | Kristers Dardzāns  | S     | 9 ottobre 2001    | Jēkabpils Lūši  |
| 22 | Renārs Jansons     | C     | 17 maggio 2002    | RTU Robežsardze |

## Macedonia del Nord
| N° | Nome               | Ruolo | Data di nascita   | Squadra           |
| -- | ------------------ | ----- | ----------------- | ----------------- |
| -  | Duško Nikolić      | All   | 26 aprile 1974    | Partizan          |
| 1  | Darko Angelovski   | L     | 4 febbraio 1994   | -                 |
| 2  | Ǵorǵi Ǵorǵiev      | P     | 22 maggio 1992    | Warta Zawiercie   |
| 4  | Nikola Ǵorǵiev     | O     | 23 luglio 1988    | İnegöl            |
| 5  | Vlado Milev        | S     | 9 maggio 1987     | Strumica          |
| 7  | Slave Nakov        | C     | 25 agosto 1994    | Strumica          |
| 8  | Aleksandar Ljaftov | S     | 15 agosto 1990    | Hebăr             |
| 11 | Filip Despotovski  | P     | 2 luglio 1986     | PAOK              |
| 12 | Filip Nikolovski   | L     | 9 novembre 1997   | Strumica          |
| 15 | Filip Madjunkov    | C     | 18 marzo 1996     | Bitterfeld-Wolfen |
| 16 | Stojan Iliev       | S     | 3 marzo 1999      | Mursa Osijek      |
| 17 | Luka Kostikj       | S     | 12 ottobre 2001   | Strumica          |
| 18 | Vase Mihailov      | S     | 15 settembre 1986 | Strumica          |
| 19 | Risto Nikolov      | C     | 5 ottobre 1990    | Strumica          |
| 20 | Filip Savovski     | C     | 30 giugno 2002    | Strumica          |

## Montenegro
| N° | Nome              | Ruolo | Data di nascita  | Squadra             |
| -- | ----------------- | ----- | ---------------- | ------------------- |
| -  | Veljko Bašič      | All   | 3 ottobre 1959   | -                   |
| 1  | Aleksandar Minić  | O     | 9 novembre 1986  | -                   |
| 3  | Luka Babić        | C     | 7 luglio 1994    | Budućnost Podgorica |
| 4  | Ivan Zvicer       | S     | 5 agosto 1998    | -                   |
| 5  | Rajko Strugar     | P     | 11 aprile 1995   | Khatam Ardakan      |
| 6  | Vojin Ćaćić       | S     | 31 marzo 1990    | Panathīnaïkos       |
| 8  | Nikola Lakčević   | L     | 14 luglio 1995   | -                   |
| 12 | Matija Ćinćur     | C     | 9 novembre 2003  | Budućnost Podgorica |
| 13 | Blažo Milić       | C     | 22 novembre 1987 | -                   |
| 16 | Marko Vukašinović | S     | 30 luglio 1993   | Al-Hilal            |
| 17 | Ivan Ječmenica    | C     | 17 marzo 1990    | Cambrai             |
| 18 | Miloš Ćulafić     | O     | 13 agosto 1986   | Al-Ahly Doha        |
| 19 | Nemanja Peruničić | S     | 9 febbraio 2001  | Budućnost Podgorica |
| 20 | Milutin Pavićević | O     | 14 dicembre 1999 | Budva               |
| 22 | Danilo Dubak      | P     | 4 ottobre 2002   | Budućnost Podgorica |

## Paesi Bassi
| N° | Nome              | Ruolo | Data di nascita   | Squadra            |
| -- | ----------------- | ----- | ----------------- | ------------------ |
| -  | Roberto Piazza    | All   | 29 gennaio 1968   | Powervolley Milano |
| 2  | Wessel Keemink    | P     | 29 maggio 1993    | Karlovarsko        |
| 4  | Thijs ter Horst   | S     | 18 settembre 1991 | Sir Safety Perugia |
| 5  | Luuc van der Ent  | C     | 27 luglio 1998    | Herrsching         |
| 6  | Just Dronkers     | L     | 7 giugno 1993     | Maaseik            |
| 7  | Gijs Jorna        | S     | 30 maggio 1989    | Spacer's Toulouse  |
| 8  | Fabian Plak       | C     | 23 luglio 1997    | Grand Nancy        |
| 12 | Bennie Tuinstra   | S     | 12 settembre 2000 | Lycurgus           |
| 13 | Steven Ottevanger | L     | 7 gennaio 1995    | Lycurgus           |
| 14 | Nimir Abdel-Aziz  | O     | 5 febbraio 1992   | Trentino           |
| 16 | Wouter ter Maat   | O     | 7 maggio 1991     | Ziraat Bankası     |
| 17 | Michaël Parkinson | C     | 23 novembre 1991  | Spacer's Toulouse  |
| 18 | Robbert Andringa  | S     | 28 aprile 1990    | AZS Olsztyn        |
| 19 | Freek de Weijer   | P     | 30 ottobre 1995   | Dynamo Apeldoorn   |
| 22 | Twan Wiltenburg   | C     | 20 gennaio 1997   | Aalst              |

## Polonia
| N° | Nome              | Ruolo | Data di nascita  | Squadra            |
| -- | ----------------- | ----- | ---------------- | ------------------ |
| -  | Vital Heynen      | All   | 12 giugno 1969   | -                  |
| 1  | Piotr Nowakowski  | C     | 18 dicembre 1987 | Projekt Warszawa   |
| 5  | Łukasz Kaczmarek  | O     | 29 giugno 1994   | ZAKSA              |
| 6  | Bartosz Kurek     | O     | 29 agosto 1988   | WolfDogs Nagoya    |
| 9  | Wilfredo León     | S     | 31 luglio 1993   | Sir Safety Perugia |
| 10 | Damian Wojtaszek  | L     | 7 settembre 1988 | Projekt Warszawa   |
| 11 | Fabian Drzyzga    | P     | 3 gennaio 1990   | Asseco Resovia     |
| 12 | Grzegorz Łomacz   | P     | 1º ottobre 1987  | Skra Bełchatów     |
| 13 | Michał Kubiak     | S     | 23 febbraio 1988 | Panasonic Panthers |
| 14 | Aleksander Śliwka | S     | 24 maggio 1995   | ZAKSA              |
| 15 | Jakub Kochanowski | C     | 17 luglio 1997   | ZAKSA              |
| 16 | Kamil Semeniuk    | S     | 16 luglio 1996   | ZAKSA              |
| 17 | Paweł Zatorski    | L     | 21 giugno 1990   | ZAKSA              |
| 20 | Mateusz Bieniek   | C     | 5 aprile 1994    | Skra Bełchatów     |
| 21 | Tomasz Fornal     | S     | 31 agosto 1997   | Jastrzębski Węgiel |

## Portogallo
| N° | Nome               | Ruolo | Data di nascita   | Squadra          |
| -- | ------------------ | ----- | ----------------- | ---------------- |
| -  | Hugo Silva         | All   | 19 settembre 1973 | -                |
| 1  | Miguel Sinfrónio   | C     | 18 marzo 1999     | -                |
| 2  | Gil Pereira        | L     | 21 febbraio 1995  | Sporting Lisbona |
| 3  | André Lopes        | S     | 12 settembre 1982 | Benfica          |
| 4  | Filip Cvetičanin   | C     | 19 giugno 1996    | Espinho          |
| 5  | André Marques      | S     | 10 aprile 2000    | Castêlo da Maia  |
| 6  | Alexandre Ferreira | S     | 13 novembre 1991  | Woori Card Wibee |
| 7  | Ivo Casas          | L     | 21 settembre 1992 | Benfica          |
| 8  | Tiago Violas       | P     | 27 marzo 1989     | Benfica          |
| 9  | Marco Ferreira     | O     | 4 ottobre 1987    | Al-Jazira        |
| 10 | Phelipe Martins    | C     | 2 marzo 1991      | Leixões          |
| 12 | Lourenço Martins   | S     | 30 aprile 1997    | Tourcoing        |
| 15 | Miguel Tavares     | P     | 2 marzo 1993      | Cuprum Lubin     |
| 17 | José Andrade       | C     | 21 agosto 1999    | Esmoriz          |
| 18 | Hugo Gaspar        | O     | 2 settembre 1983  | Benfica          |

## Rep. Ceca
| N° | Nome            | Ruolo | Data di nascita  | Squadra                |
| -- | --------------- | ----- | ---------------- | ---------------------- |
| -  | Jiří Novák      | All   | 19 novembre 1974 | Karlovarsko            |
| 1  | Milan Moník     | L     | 15 marzo 1988    | Frýdek-Místek          |
| 2  | Jan Hadrava     | O     | 3 giugno 1991    | Lube                   |
| 3  | Daniel Pfeffer  | L     | 27 aprile 1990   | Karlovarsko            |
| 5  | Adam Zajíček    | C     | 25 febbraio 1993 | Kladno                 |
| 6  | Michal Finger   | O     | 2 settembre 1993 | You Energy             |
| 9  | Vojtěch Patočka | C     | 2 marzo 1993     | Karlovarsko            |
| 12 | Martin Licek    | S     | 5 gennaio 1995   | Raiffeisen Waldviertel |
| 13 | Jan Galabov     | S     | 12 giugno 1996   | Visła Bydgoszcz        |
| 14 | Adam Bartoš     | S     | 27 aprile 1992   | Nantes                 |
| 15 | Lukáš Vašina    | S     | 6 luglio 1999    | Karlovarsko            |
| 18 | Jakub Janouch   | P     | 13 giugno 1990   | Lvi Praha              |
| 19 | Luboš Bartůněk  | P     | 25 maggio 1990   | Ústí nad Labem         |
| 22 | Oliver Sedláček | C     | 27 aprile 1998   | Ostrava                |
| 25 | Josef Polák     | C     | 11 febbraio 1999 | České Budějovice       |

## Russia
| N° | Nome                | Ruolo | Data di nascita  | Squadra               |
| -- | ------------------- | ----- | ---------------- | --------------------- |
| -  | Tuomas Sammelvuo    | All   | 16 febbraio 1976 | Zenit San Pietroburgo |
| 1  | Jaroslav Podlesnych | S     | 3 settembre 1994 | Dinamo Mosca          |
| 2  | Il'ja Vlasov        | C     | 3 agosto 1995    | Dinamo Mosca          |
| 4  | Artëm Vol'vič       | C     | 22 gennaio 1990  | Zenit-Kazan           |
| 6  | Evgenij Baranov     | L     | 30 giugno 1995   | Dinamo Mosca          |
| 7  | Dmitrij Volkov      | S     | 25 maggio 1995   | Fakel                 |
| 8  | Pavel Tetjuchin     | S     | 22 ottobre 2000  | Belogor'e             |
| 9  | Ivan Jakovlev       | C     | 17 aprile 1995   | Zenit San Pietroburgo |
| 11 | Pavel Pankov        | S     | 14 agosto 1995   | Dinamo Mosca          |
| 18 | Egor Kljuka         | S     | 15 giugno 1995   | Zenit San Pietroburgo |
| 20 | Il'jas Kurkaev      | C     | 18 gennaio 1994  | Lokomotiv Novosibirsk |
| 23 | Kirill Klets        | O     | 15 marzo 1998    | Enisej                |
| 24 | Igor' Kobzar'       | P     | 13 aprile 1991   | Kuzbass               |
| 25 | Fëdor Voronkov      | S     | 10 dicembre 1995 | Zenit-Kazan           |
| 27 | Valentin Golubev    | L     | 3 maggio 1992    | Zenit-Kazan           |

## Serbia
| N° | Nome                    | Ruolo | Data di nascita   | Squadra               |
| -- | ----------------------- | ----- | ----------------- | --------------------- |
| -  | Slobodan Kovač          | All   | 13 settembre 1967 | Top Volley Latina     |
| 1  | Aleksandar Okolić       | C     | 26 giugno 1993    | Olympiakos            |
| 2  | Uroš Kovačević          | S     | 6 maggio 1993     | Beijing               |
| 4  | Nemanja Petrić          | S     | 28 luglio 1987    | Modena                |
| 6  | Nikola Peković          | L     | 6 marzo 1990      | Zalău                 |
| 7  | Petar Krsmanović        | C     | 1º giugno 1990    | Kuzbass               |
| 8  | Marko Ivović            | S     | 22 dicembre 1990  | Lokomotiv Novosibirsk |
| 9  | Nikola Jovović          | P     | 13 febbraio 1992  | Spacer's Toulouse     |
| 12 | Pavle Perić             | S     | 7 agosto 1998     | Vojvodina             |
| 14 | Aleksandar Atanasijević | O     | 4 settembre 1991  | Sir Safety Perugia    |
| 16 | Dražen Luburić          | O     | 2 novembre 1991   | Lokomotiv Novosibirsk |
| 17 | Neven Majstorović       | L     | 17 marzo 1989     | LKPS                  |
| 18 | Marko Podraščanin       | C     | 29 agosto 1987    | Trentino              |
| 20 | Srećko Lisinac          | C     | 17 maggio 1992    | Trentino              |
| 21 | Vuk Todorović           | P     | 23 aprile 1998    | ACH Volley            |

## Slovacchia
| N° | Nome             | Ruolo | Data di nascita   | Squadra          |
| -- | ---------------- | ----- | ----------------- | ---------------- |
| -  | Marek Kardoš     | All   | 15 aprile 1974    | -                |
| 1  | Peter Michalovič | O     | 26 maggio 1990    | Nantes           |
| 2  | Tomáš Kriško     | S     | 19 dicembre 1988  | Dukla Liberec    |
| 5  | Ľuboš Nemec      | L     | 2 marzo 1995      | VKP Bratislava   |
| 6  | Filip Palgut     | P     | 23 settembre 1991 | Kladno           |
| 7  | Michal Zeman     | C     | 10 aprile 2001    | Spartak Myjava   |
| 8  | Peter Ondrovič   | C     | 28 marzo 1995     | České Budějovice |
| 9  | Patrik Pokopec   | S     | 23 aprile 1998    | -                |
| 10 | Filip Mačuha     | C     | 19 luglio 1999    | Spartak Komárno  |
| 11 | Martin Turis     | L     | 27 agosto 1993    | Spartak Komárno  |
| 12 | Matej Pátak      | S     | 8 giugno 1990     | Lvi Praha        |
| 14 | Šimon Krajčovič  | C     | 28 giugno 1996    | Dukla Liberec    |
| 19 | Filip Gavenda    | O     | 13 gennaio 1996   | Teruel           |
| 22 | Július Firkaľ    | S     | 14 gennaio 1998   | Al-Ittihad       |
| 24 | Samuel Goč       | P     | 22 settembre 1996 | Košice           |

## Slovenia
| N° | Nome             | Ruolo | Data di nascita   | Squadra            |
| -- | ---------------- | ----- | ----------------- | ------------------ |
| -  | Alberto Giuliani | All   | 25 dicembre 1964  | Asseco Resovia     |
| 1  | Tonček Štern     | O     | 14 novembre 1995  | Padova             |
| 2  | Alen Pajenk      | C     | 23 aprile 1986    | Stade Poitevin     |
| 4  | Jan Kozamernik   | C     | 24 gennaio 1995   | Asseco Resovia     |
| 5  | Alen Šket        | S     | 28 marzo 1988     | Maribor            |
| 9  | Dejan Vinčić     | P     | 15 settembre 1986 | Friedrichshafen    |
| 10 | Sašo Štalekar    | C     | 5 marzo 1996      | Kamnik             |
| 11 | Žiga Štern       | S     | 2 gennaio 1994    | Foinikas Syro      |
| 12 | Jan Klobučar     | S     | 11 dicembre 1992  | Kamnik             |
| 13 | Jani Kovačič     | L     | 14 giugno 1992    | Porto Robur Costa  |
| 15 | Matic Videčnik   | C     | 31 luglio 1993    | ACH Volley         |
| 16 | Gregor Ropret    | P     | 1º marzo 1989     | ACH Volley         |
| 17 | Tine Urnaut      | S     | 3 settembre 1988  | Powervolley Milano |
| 18 | Klemen Čebulj    | S     | 21 febbraio 1992  | Asseco Resovia     |
| 19 | Rok Možič        | S     | 17 gennaio 2002   | Maribor            |

## Spagna
| N° | Nome                | Ruolo | Data di nascita   | Squadra           |
| -- | ------------------- | ----- | ----------------- | ----------------- |
| -  | Ricardo Maldonado   | All   | 20 aprile 1965    | -                 |
| 1  | Augusto Colito      | O     | 23 gennaio 1997   | Almería           |
| 3  | Víctor Rodríguez    | S     | 21 settembre 1998 | Teruel            |
| 5  | Rubén Lorente       | P     | 2 maggio 1998     | Manacor           |
| 6  | Borja Ruiz          | C     | 26 luglio 1992    | Nantes            |
| 7  | Jordi Ramón         | S     | 9 luglio 1999     | Teruel            |
| 9  | Alejandro Vigil     | C     | 11 febbraio 1993  | Almería           |
| 10 | Daniel Ruiz         | L     | 28 giugno 1995    | Palma             |
| 11 | Unai Larrañaga      | L     | 9 maggio 2000     | Textil            |
| 13 | Andrés Villena      | O     | 27 febbraio 1993  | Korean Air Jumbos |
| 14 | Miquel Àngel Fornés | C     | 6 settembre 1993  | Almería           |
| 15 | Francisco Iribarne  | S     | 13 luglio 1998    | Almería           |
| 19 | Emilio Ferrández    | S     | 3 luglio 2001     | L'Illa-Grau       |
| 20 | Álvaro Gimeno       | O     | 27 settembre 1999 | NJIT              |
| 27 | Ángel Trinidad      | P     | 27 marzo 1993     | Projekt Warszawa  |

## Turchia
| N° | Nome                | Ruolo | Data di nascita  | Squadra        |
| -- | ------------------- | ----- | ---------------- | -------------- |
| -  | Nedim Özbey         | All   | 28 febbraio 1955 | Galatasaray    |
| 1  | Efe Mandıracı       | S     | 1º aprile 2002   | Arkas          |
| 4  | Beytullah Hatipoğlu | L     | 24 febbraio 1992 | İstanbul BB    |
| 5  | Burak Güngör        | S     | 28 luglio 1993   | Arkas          |
| 7  | Emre Savaş          | C     | 7 marzo 1995     | Galatasaray    |
| 10 | Murat Yenipazar     | P     | 1º gennaio 1993  | Galatasaray    |
| 11 | Yiğit Gülmezoğlu    | S     | 28 dicembre 1995 | Arkas          |
| 12 | Adis Lagumdžija     | O     | 29 marzo 1999    | Milano         |
| 13 | Oğuzhan Karasu      | C     | 16 giugno 1995   | Halkbank       |
| 16 | Oğulcan Yatgın      | P     | 28 aprile 1997   | Spor Toto      |
| 20 | Efe Bayram          | S     | 1º marzo 2002    | Halkbank       |
| 22 | Marko Matić         | C     | 22 maggio 1995   | Arkas          |
| 24 | Mirza Lagumdžija    | S     | 18 maggio 2001   | Arkas          |
| 30 | Caner Ergül         | L     | 31 marzo 1994    | Halkbank       |
| 77 | Bedirhan Bülbül     | C     | 29 luglio 1999   | Ziraat Bankası |

## Ucraina
| N° | Nome                | Ruolo | Data di nascita   | Squadra            |
| -- | ------------------- | ----- | ----------------- | ------------------ |
| -  | Uģis Krastiņš       | All   | 16 maggio 1970    | Barkom-Kažany      |
| 3  | Dmytro Vijec'kyj    | O     | 19 febbraio 1998  | ASK                |
| 5  | Oleh Plotnyc'kyj    | S     | 5 giugno 1997     | Sir Safety Perugia |
| 6  | Maksym Drozd        | C     | 5 agosto 1991     | Barkom-Kažany      |
| 7  | Horden Brova        | L     | 8 aprile 1991     | Barkom-Kažany      |
| 8  | Dmytro Ter'omenko   | C     | 1º febbraio 1987  | AZS Olsztyn        |
| 9  | Volodymyr Ostapenko | C     | 28 luglio 1998    | Epicentr-Podoljany |
| 10 | Jurij Semenjuk      | C     | 12 maggio 1994    | Barkom-Kažany      |
| 11 | Vladyslav Didenko   | P     | 29 settembre 1992 | Epicentr-Podoljany |
| 12 | Denys Fomin         | L     | 21 luglio 1986    | Epicentr-Podoljany |
| 14 | Illja Koval'ov      | S     | 31 agosto 1996    | Barkom-Kažany      |
| 15 | Vitalij Ščytkov     | P     | 25 novembre 1991  | RTU Robežsardze    |
| 17 | Tymofij Polujan     | O     | 10 gennaio 1998   | Al-Ain             |
| 18 | Jan Jereščenko      | S     | 6 aprile 1990     | Enisej             |
| 20 | Volodymyr Sydorenko | S     | 5 ottobre 1988    | Epicentr-Podoljany |